# Mesembrinella bellardiana
Mesembrinella bellardiana är en tvåvingeart som beskrevs av Aldrich 1922. Mesembrinella bellardiana ingår i släktet Mesembrinella och familjen spyflugor. Inga underarter finns listade i Catalogue of Life.